# Let Him Die
Let Him Die – pierwszy album długogrający thrashmetalowego zespołu z Poznania – Bloodthirst. Płyta wydana została 22 września 2007 roku, przez wytwórnię Pagan Records.

## Lista utworów
1. "(Upon The Cross) Tormented And Lost"
2. "Desecrate The Lie"
3. "Destroyer – Bringer of Flames"
4. "Crush The Bastard Nazarene"
5. "Thrashing Madness"
6. "Winds of Death"
7. "Violent Horde"
8. "Let Him Die"
9. "Excommunion (Sacrifice For Hell)"